# Cáo
Cáo hay hồ ly là tên gọi để chỉ một nhóm động vật, gồm có khoảng 27 loài (trong đó 12 loài thuộc về chi Vulpes hay ''cáo thật sự'') với kích thước từ nhỏ đến trung bình, thuộc họ Chó (Canidae), với đặc trưng là có mõm dài, hẹp, đuôi rậm, mắt xếch và tai nhọn. Loài cáo phổ biến và phân bố rộng rãi nhất trong số các loài cáo là cáo đỏ (Vulpes vulpes), mặc dù các loài khác nhau cũng được tìm thấy trên gần như mọi châu lục. Sự hiện diện của các động vật ăn thịt dạng cáo trên toàn cầu đã làm cho hình tượng của chúng xuất hiện trong nhiều câu chuyện của văn hóa dân gian của nhiều dân tộc, bộ lạc hay các nhóm văn hóa khác.

## Đặc trưng chung

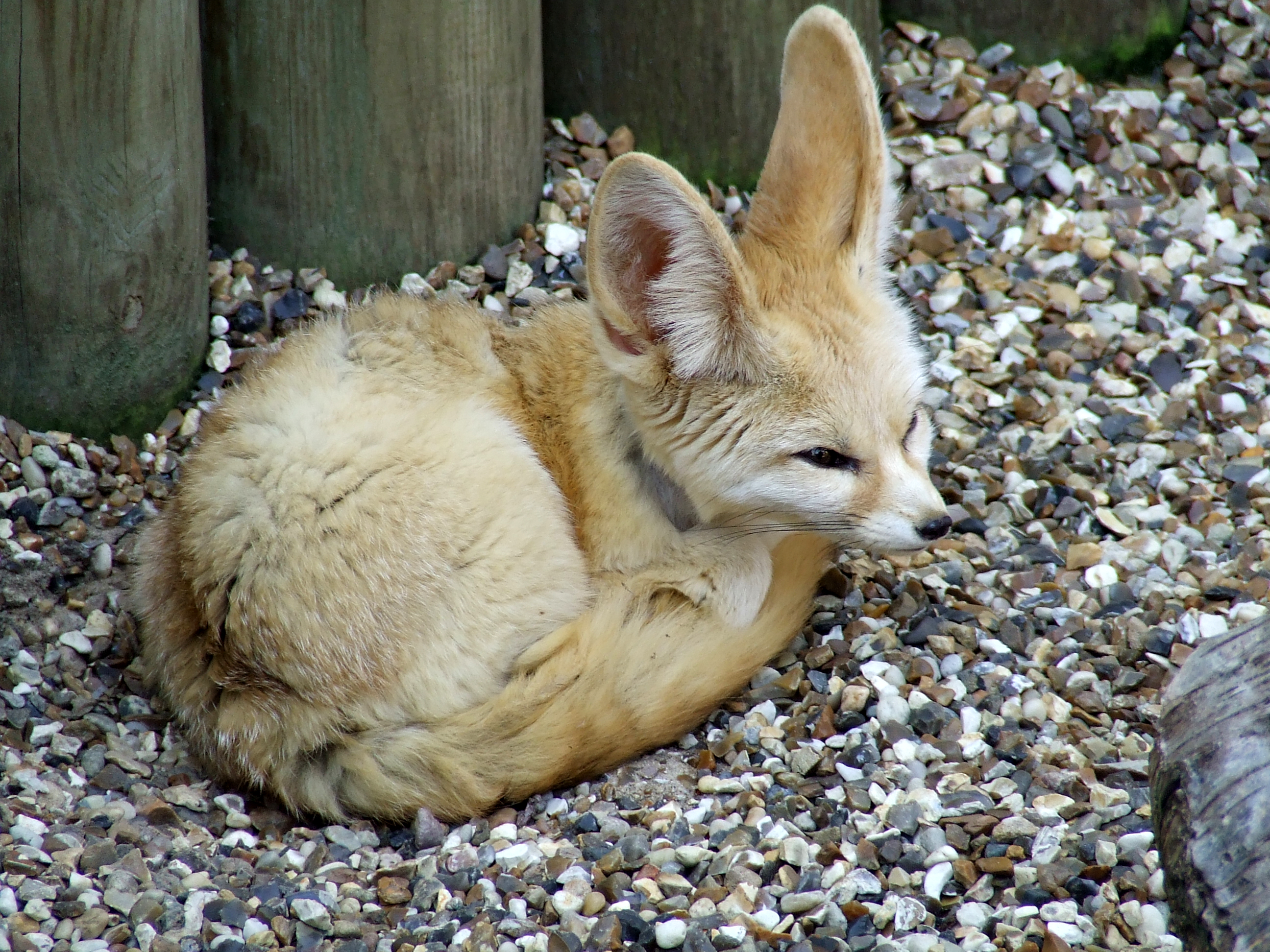
Cáo Fennec là loài cáo nhỏ nhất.

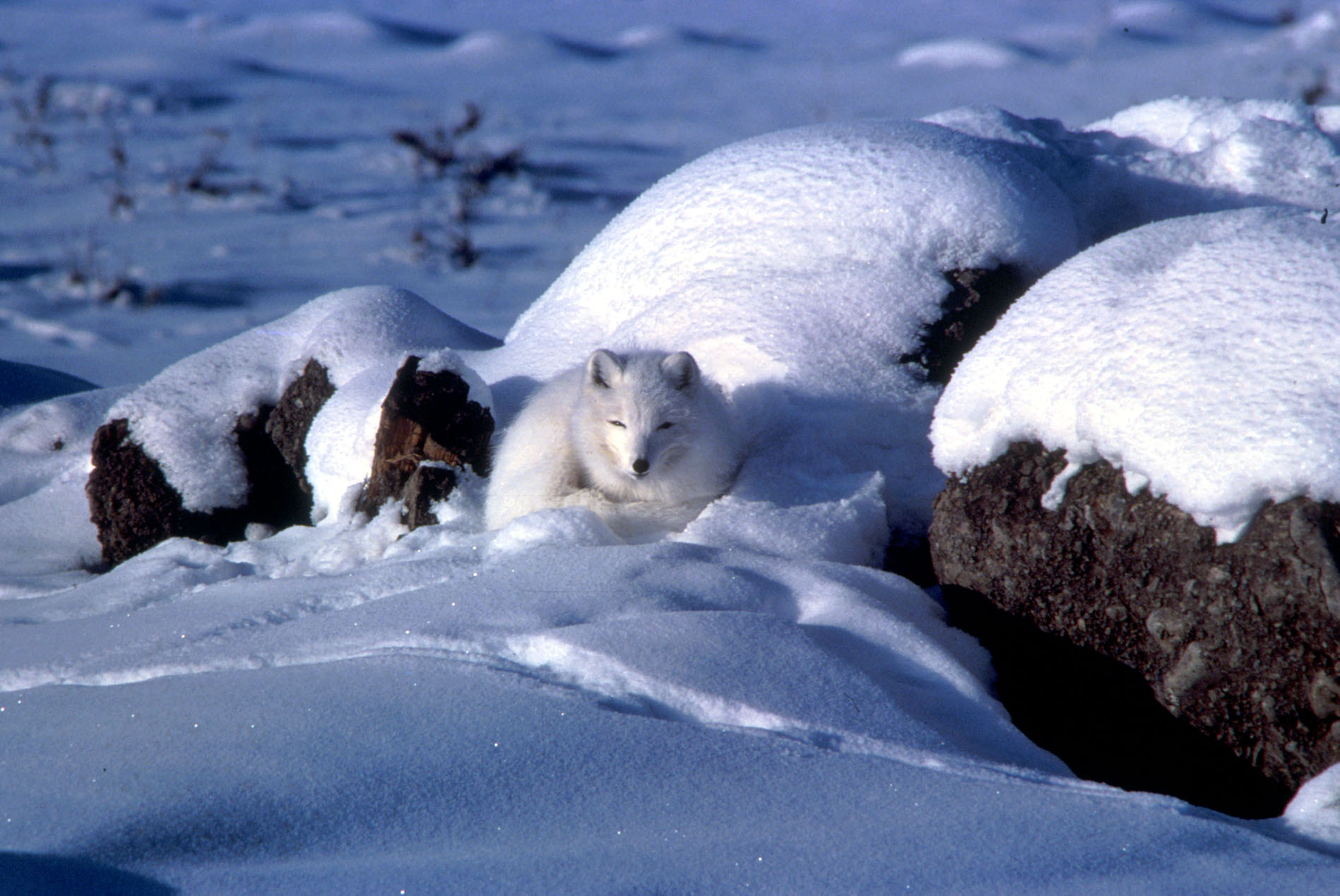
Cáo Bắc cực cuộn tròn trong tuyết.

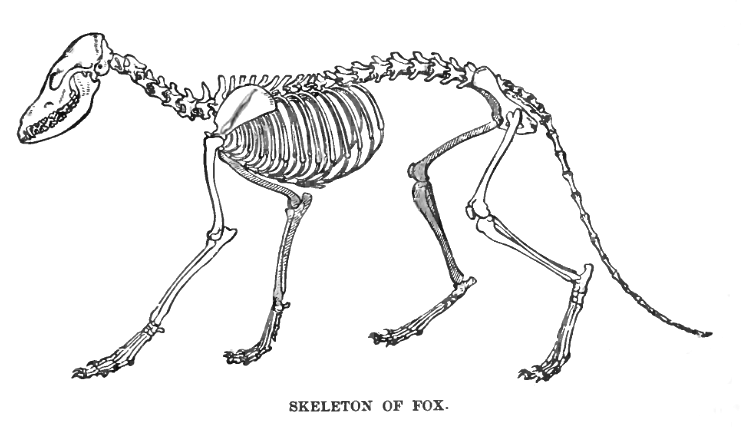
Bộ xương cáo

Phần lớn các loài cáo sống 2 đến 5 năm do bị săn bắn. Trong môi trường nuôi nhốt, chúng có thể sống tới 10 năm hoặc hơn thế. Các loài cáo nói chung có kích thước nhỏ hơn các thành viên khác trong họ Chó, chẳng hạn như sói xám, chó rừng hay chó nhà. Cáo đực cân nặng trung bình khoảng 5,9 kg còn cáo cái nhẹ hơn, trung bình chỉ khoảng 5,2 kg (tương ứng với 13 và 11,5 lb). Các đặc trưng kiểu cáo khác thường bao gồm mõm dài kiểu cáo ("mặt cáo") và đuôi rậm. Các đặc trưng tự nhiên khác thay đổi theo môi trường sống của chúng. Ví dụ, cáo Fennec (và các loài cáo khác thích nghi với cuộc sống trong sa mạc, như cáo Kit) có tai to và bộ lông ngắn, trong khi cáo Bắc cực lại có tai nhỏ và bộ lông dày để giữ ấm cho chúng.
Một ví dụ khác là cáo đỏ, thông thường có bộ lông màu nâu vàng điển hình, đuôi thông thường kết thúc bằng vệt lông trắng.
Không giống như các loài khác trong họ Canidae, cáo thường không tụ tập thành bầy, dù đôi khi chúng làm như vậy. Thông thường, chúng là động vật sống đơn lẻ, những kẻ kiếm ăn cơ hội, săn bắt các con mồi sống (đặc biệt là động vật gặm nhấm nhỏ). Sử dụng kỹ thuật tấn công kiểu chộp được thực hiện từ khi chúng còn non, chúng có khả năng giết chết con mồi rất nhanh. Cáo cũng ăn các loại thức ăn khác, từ châu chấu tới hoa quả và các loại quả mọng.
Cáo nói chung cực kỳ thận trọng trước sự hiện diện của con người và không được thuần hóa, nuôi dưỡng như những con vật nuôi (trừ cáo Fennec); tuy nhiên, cáo bạc thuần hóa đã được thuần hóa thành công tại Nga sau 45 năm thực hiện chương trình nhân giống chọn lọc. Việc nhân giống chọn lọc này cũng tạo ra các đặc điểm tự nhiên và hành vi dường như là thường xuyên thấy có ở chó, mèo và các động vật đã thuần hóa khác: thay đổi màu lông, tai mềm và đuôi cong.

## Phân loại
Các loài trong họ Canidae được coi là cáo bao gồm các thành viên của các chi sau:
- Canis — Sói Ethiopia
- Cerdocyon — Cáo ăn cua
- Dusicyon — Cáo quần đảo Falkland
- Lycalopex — 6 loài cáo tại Nam Mỹ
- Otocyon — Cáo tai dơi
- Urocyon — Cáo xám, Cáo đảo và cáo Cozumel
- Vulpes (12 loài) — Cáo thật sự

## Ăn uống
Thức ăn của cáo chủ yếu là động vật không xương sống, tuy nhiên chúng cũng ăn cả động vật gặm nhấm nhỏ, thỏ cùng các loài thú, bò sát (như rắn), ếch, nhái nhỏ, cỏ, quả mọng, quả, cá, chim, trứng cùng các loại động vật nhỏ khác. Nhiều loài là những kẻ săn mồi tổng hợp, nhưng một số (chẳng hạn cáo ăn cua) là các chuyên gia chuyên biệt. Phần lớn các loài cáo nói chung tiêu thụ khoảng 1 kg thức ăn mỗi ngày. Cáo cũng cất giữ thức ăn dư thừa, chôn giấu thức ăn để sau này dùng, thường là dưới lá, tuyết hoặc đất.

## Bảo tồn

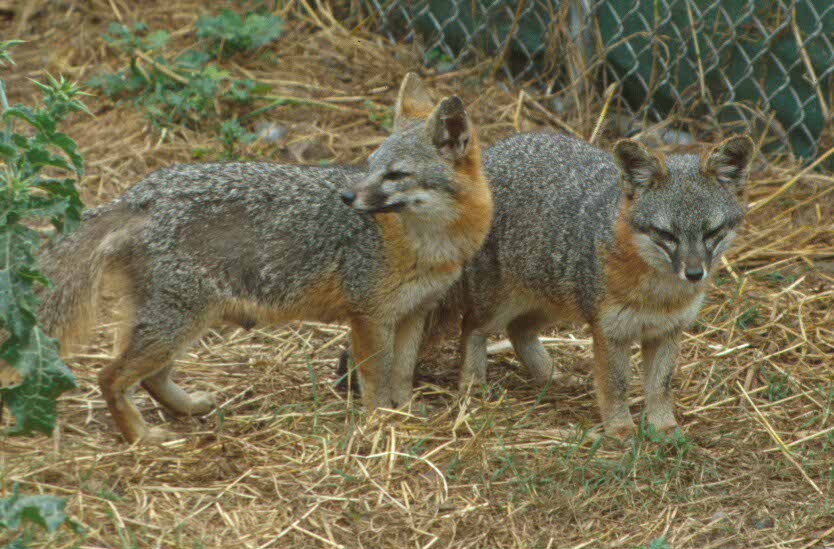
Cáo quần đảo Channel là loài cực kỳ nguy cấp.

Cáo dễ dàng được tìm thấy trong các đô thị và các khu vực có cày cấy gieo trồng (phụ thuộc vào loài) và dường như thích nghi khá tốt với sự hiện diện của con người.
Cáo đỏ được du nhập vào Úc, nơi thiếu vắng những kẻ ăn thịt tương tự và cáo du nhập này đã săn các con mồi là động vật hoang dã bản địa, với một số loài bị dẫn tới điểm tuyệt chủng. Sự du nhập tương tự đã diễn ra trong thế kỷ 17 tới 18 tại vùng ôn đới Bắc Mỹ, trong đó cáo đỏ châu Âu (Vulpes vulpes) được người ta đưa tới thả tại các thuộc địa để phát triển thú vui săn cáo, nơi họ đã tàn sát quần thể cáo đỏ Mỹ thông qua việc săn bắn tích cực hơn cũng như thông qua sinh sản mạnh hơn của quần thể cáo đỏ châu Âu. Lai giống với cáo đỏ Mỹ, các đặc điểm của cáo đỏ châu Âu cuối cùng đã lan tỏa khắp bộ gen, làm cho cáo đỏ châu Âu và Mỹ hiện nay là gần như đồng nhất.
Một số loài cáo khác không sinh sản mạnh như cáo đỏ, và là loài nguy cấp trong môi trường bản địa của chúng. Đáng chú ý trong số này là cáo ăn cua (Cerdocyon thous) và cáo tai dơi châu Phi (Otocyon megalotis). Các loài cáo khác, như cáo Fennec (Vulpes zerda), là không nguy cấp.
Cáo từng được dùng thành công trong việc kiểm soát dịch hại tại các trang trại trồng hoa quả, trong đó chúng để lại quả còn nguyên vẹn.
Các sử gia tin rằng cáo từng được đưa tới các môi trường không bản địa từ rất lâu trước kỷ nguyên xâm chiếm thuộc địa. Ví dụ đầu tiên về việc du nhập cáo như vậy bởi con người vào môi trường sống mới cho chúng dường như là tại Cộng hòa Síp thời kỳ đồ đá mới. Các hình khắc trên đá thể hiện những con cáo được tìm thấy trong các khu định cư sớm tại Göbekli Tepe ở miền đông Thổ Nhĩ Kỳ.

## Quan hệ với con người

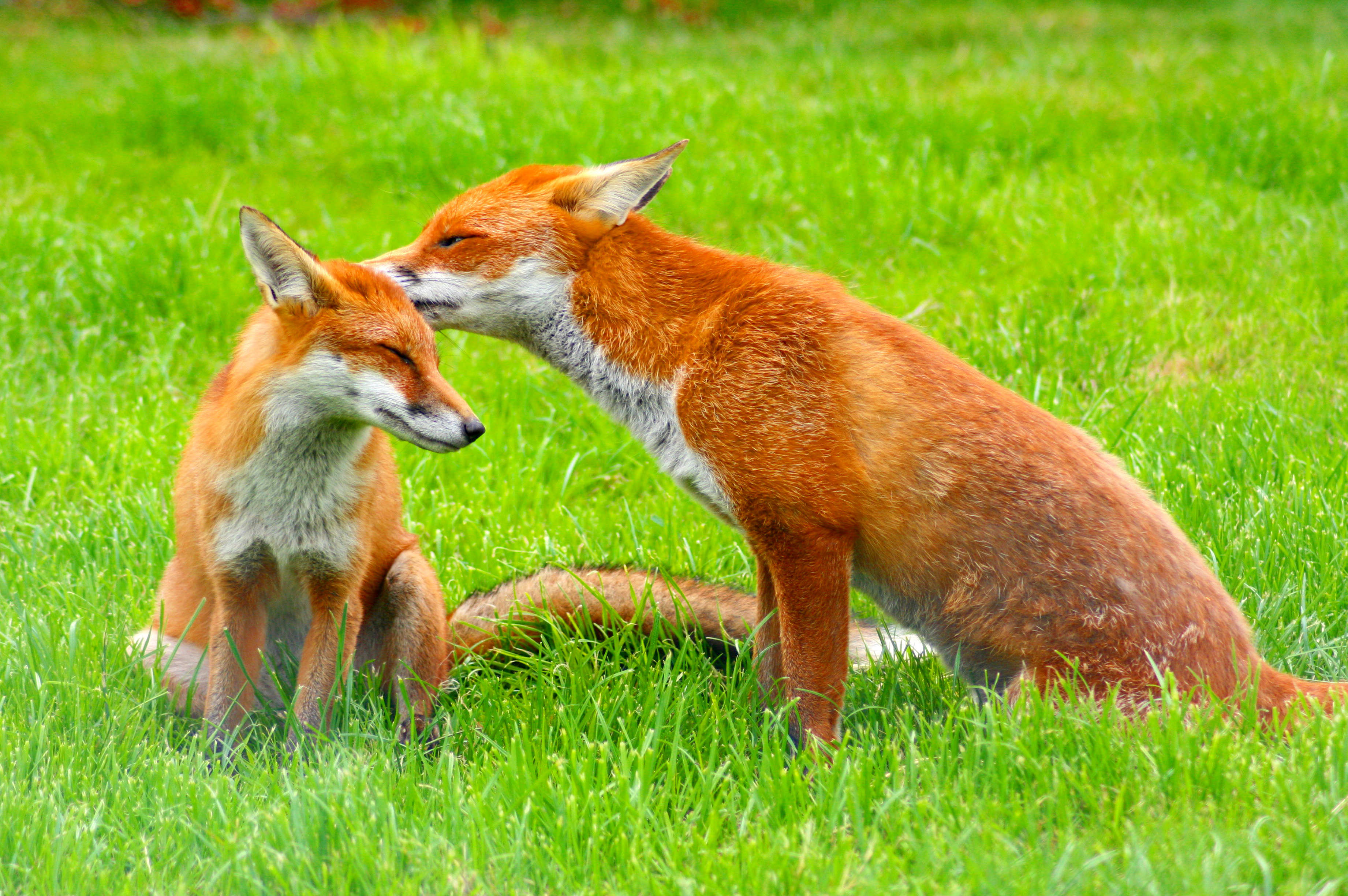
Hai con cáo đỏ

Cáo tấn công người là không phổ biến nhưng đã được ghi nhận. Tháng 11 năm 2008, một sự cố xảy ra tại Arizona, Hoa Kỳ đã được thông báo, trong đó một người chạy bộ đã bị một con cáo điên tấn công và cắn.

### Săn cáo
Săn cáo là một thú tiêu khiển và môn thể thao gây tranh cãi, có nguồn gốc từ Vương quốc Anh trong thế kỷ XVI. Việc đi săn cáo bằng chó hiện nay bị cấm tại Vương quốc Anh, mặc dù việc đi săn không dùng chó vẫn được cho phép. Thú tiêu khiển này cũng phổ biến tại một số quốc gia khác, như Úc, Canada, Pháp, Ireland, Italia, Nga và Hoa Kỳ.

### Thuần hóa
Cáo bạc Nga hay cáo bạc thuần hóa là kết quả của trên 40 năm thực nghiệm tại Liên Xô và Nga để thuần hóa dạng màu trắng bạc của cáo đỏ. Đáng chú ý là những con cáo mới này không chỉ trở thành được thuần hóa nhiều hơn mà chúng còn giống như chó nhiều hơn: chúng đánh mất mùi xạ đặc trưng của chúng "mùi cáo", trở nên thân thiện với con người hơn, tai rủ xuống (giống như chó) hơn, vẫy đuôi khi chúng vui thích và bắt đầu sủa giống như chó nhà. Dự án nhân giống được nhà khoa học Liên Xô Dmitri Belyaev (1917-1985) khởi đầu.

## Trong văn hóa, nghệ thuật

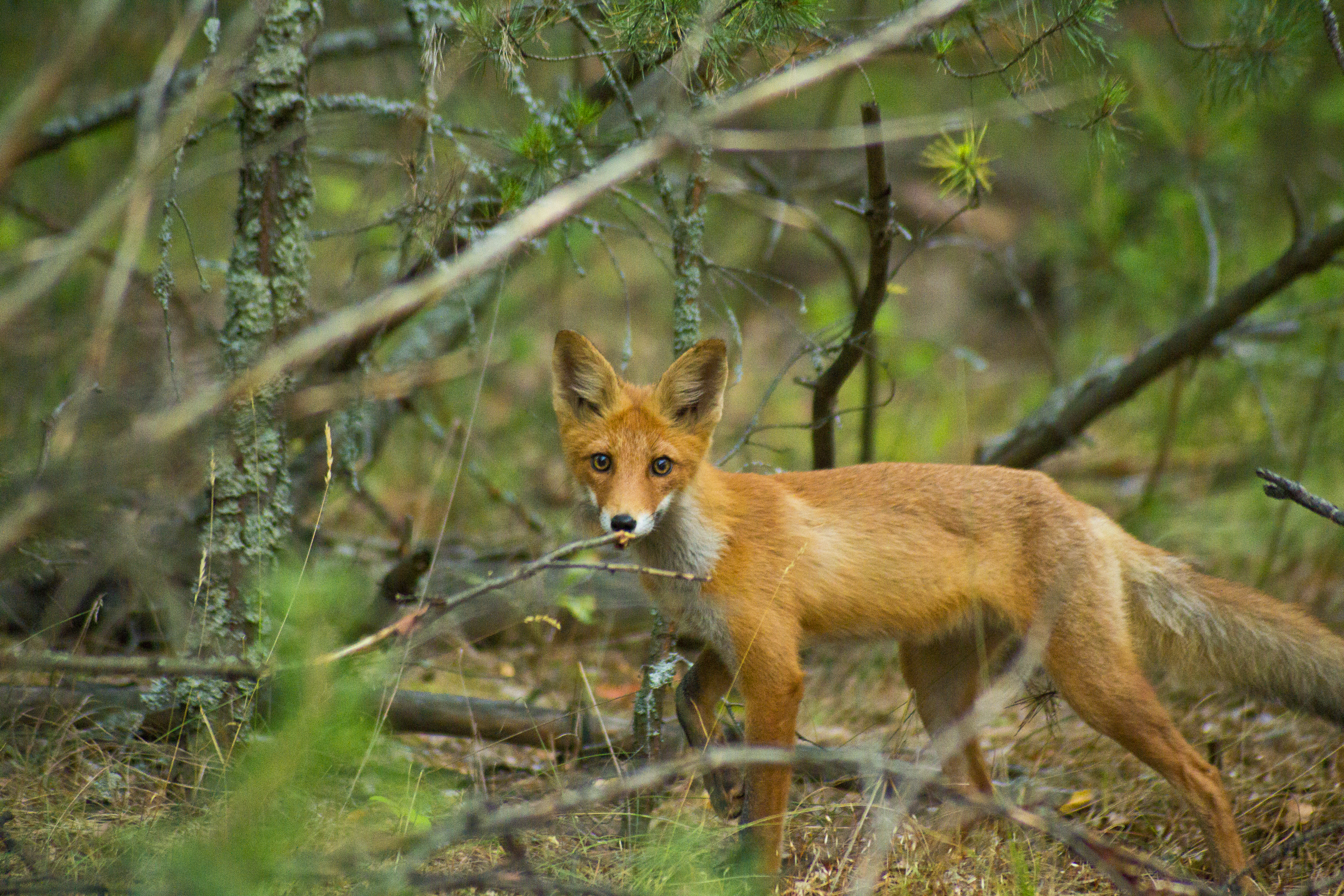
Một con cáo hoang

Trong các câu chuyện dân gian, cáo luôn được phân vào tuyến nhân vật phản diện. Nó luôn bày trò cướp đoạt những thứ của người khác như trong truyện "Cáo, thỏ và gà trống". Hình ảnh của cáo trên các mặt nạ biểu diễn thường dùng các màu đỏ, vàng, cam hoặc thêm chi tiết răng nanh sắc nhọn để gây ấn tượng về bản tính hung ác, nham hiểm của nó. Trái ngược với cáo, các màu nhẹ nhàng như hồng, xanh lá, vàng thường gắn với nhân vật thỏ, chim,... thể hiện sự nhẹ nhàng, tâm hồn thanh cao của các nhân vật này.
Trong các bộ phim, khi nhắc đến những người nham hiểm, độc ác, xảo quyệt hoặc những tình nhân không chính thức người ta thường dùng "cáo già" thay cho: "hồ ly tinh" (do "hồ ly" nghĩa là cáo, còn "tinh" là từ chỉ các yêu quái đã tu luyện thành tinh). Nhưng trong bộ phim Zootopia thì cáo đã biết hoàn lương, điển hình Nick Wilde thì trở thành cảnh sát cáo đầu tiên và Gideon Gray trở thành thợ làm bánh được kính trọng.